# Кожиль (селище)
Ко́жиль (рос. Кожиль) — пристанційне селище в Глазовському районі Удмуртії, Росія.

## Населення
Населення — 12 осіб (2010; 58 в 2002).
Національний склад станом на 2002 рік:
- удмурти — 71 %
- росіяни — 29 %

## Урбаноніми[3]
- вулиці — Енергетиків